# St. Bartholomäus (Glashütten)

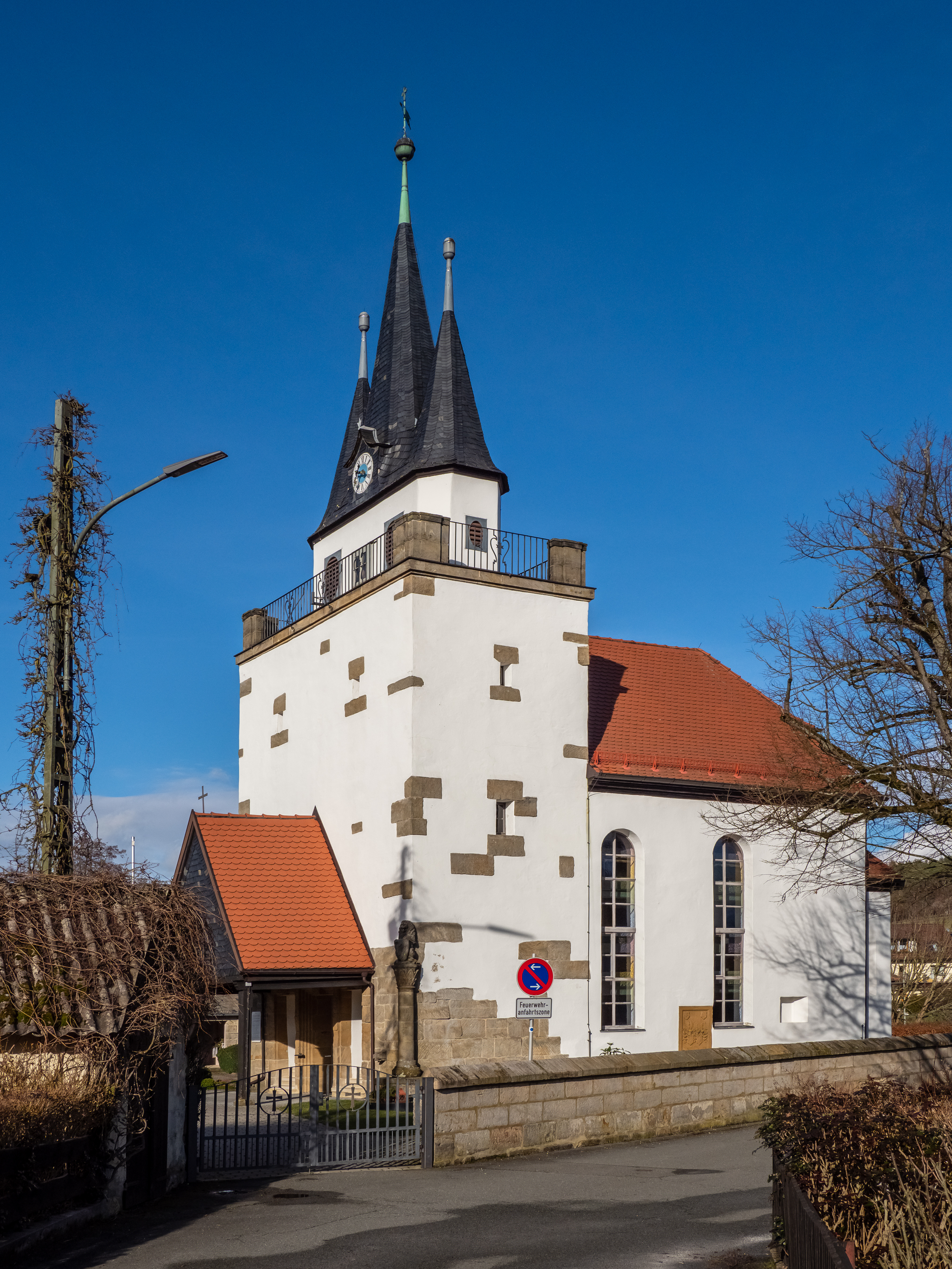
St. Bartholomäus (Glashütten)

Die evangelische, denkmalgeschützte Filialkirche St. Bartholomäus steht in der Gemeinde Glashütten im Landkreis Bayreuth (Oberfranken, Bayern). Das Bauwerk ist unter der Denkmalnummer D-4-72-141-1 als Baudenkmal in der Bayerischen Denkmalliste eingetragen. Die Kirche gehört zur Kirchengemeinde Mistelgau im Dekanat Bayreuth-Bad Berneck im Kirchenkreis Bayreuth der Evangelisch-Lutherischen Kirche in Bayern.

## Beschreibung
Laut einer Urkunde wurde 1617/18 die Saalkirche im damaligen Schlosspark des Burgstalls von Heinrich-Gerhard Freiherr von Lüschwitz anstelle der Burgkapelle errichtet und nach der Zerstörung im Dreißigjährigen Krieg von seinem Sohn wieder aufgebaut. Sie besteht aus einem 1797 erhöhten Langhaus mit einem eingezogenen, dreiseitig geschlossenen Chor im Osten und dem Kirchturm im Westen, der 1922 nach einem Entwurf von Hans Reissinger errichtet wurde. In einem eingezogenen Geschoss, das mit drei spitzen Helmen bedeckt ist, hängen drei Glocken. Die große Glocke von 1922 musste im Zweiten Weltkrieg abgeliefert werden und wurde erst 1954 wieder beschafft. Nur die kleinste Glocke aus dem Jahr 1792 hat beide Weltkriege überdauert. 
Der Innenraum ist mit Emporen in zwei Geschossen ausgestattet. Über der Sakristei befindet sich die Patronatsloge. Der Taufengel entstand in der Zeit um 1720 bis 1730. Der Kanzelaltar stammt aus der zweiten Hälfte des 19. Jahrhunderts. Die Orgel auf der unteren Empore an der Schmalseite hat acht Register, zwei Manuale und Pedal; sie wurde 1981 von Hey Orgelbau errichtet.